# Klaus Tittmann
Klaus Tittmann (* 6. Juli 1940) ist ein ehemaliger deutscher Fußballspieler, der in den 1960er Jahren für den FC Rot-Weiß Erfurt in der DDR-Oberliga, der höchsten Spielklasse im DDR-Fußball, aktiv war.

## Sportliche Laufbahn
Als knapp 22-jähriger stieg Klaus Tittmann 1962 mit der Armeesportgemeinschaft Vorwärts Leipzig aus der II. DDR-Liga in die zweitklassige DDR-Liga auf. In der Saison 1962/63 bestritt er mit der Armeemannschaft alle 26 DDR-Liga-Spiele und wurde mit zehn Treffern Torschützenkönig der Leipziger. In der folgenden Saison absolvierte Tittmann für Vorwärts Leipzig bis zum Oktober 1963 noch neun Ligaspiele, in denen er weitere drei Tore erzielte. Danach wurde er aus dem Armeedienst entlassen, und er wechselte zum DDR-Ligisten Motor Eisenach. Dort kam er ab November 1963 in den restlichen 19 Ligaspielen zum Einsatz, wobei er mit seinen acht Treffern auch in Eisenach seine Torgefährlichkeit unter Beweis stellte. 1964/65 spielte Tittmann bei allen 30 Punktspielen mit und wurde mit zwölf Treffern auch bei Motor Eisenach Torschützenkönig. In der Hinserie der Spielzeit 1965/66 war er wieder bei allen 15 Ligaspielen dabei und kam auf fünf Tore.
Zu Beginn der Rückrunde holte der FC Rot-Weiß Erfurt Klaus Tittmann in seine Oberligamannschaft, in der der nicht mehr einsatzfähige Stürmer Rolf Nieß zu ersetzen war. Tittmann wurde in allen 13 Oberligaspielen im Angriff aufgeboten, kam aber nur zweimal zum Torerfolg. Am Saisonende stand der FC Rot-Weiß als Absteiger fest. Zur Spielzeit 1966/67 kam mit Gerd Stieler ein neuer Stürmer in die Mannschaft, und Trainer Hans-Günter Schröder nahm Tittmann in das Mittelfeld zurück. Dieser spielte aber nur neunmal in der DDR-Liga und erzielte nur ein Tor. In der neuen Oberligaspielzeit 1967/68 und unter dem neuen Trainer Martin Schwendler spielte Tittmann nur noch unregelmäßig bei neun Punktspielen mit und blieb ohne Torerfolg. Daneben wurde er in der DDR-Liga-Mannschaft von Rot-Weiß II in sieben Ligaspielen eingesetzt, wo er drei Tore erzielen konnte. 1968/69 erschien Tittmann nicht mehr im Aufgebot der Erfurter Oberligamannschaft und spielte ausnahmslos mit der 2. Mannschaft weiter in der DDR-Liga, wo er von den 30 Punktspielen 25 Begegnungen mit drei Toren bestritt.
Nachdem Rot-Weiß Erfurt II 1969 aus der DDR-Liga abgestiegen war, wechselte Tittmann zum DDR-Liga-Aufsteiger Motor Nordhausen-West. Er eroberte sich dort wieder einen Stammplatz, fehlte bei den 30 Ligaspielen nur einmal und steuerte zwei Tore zum Klassenerhalt bei. Seine letzte Saison im höherklassigen Fußball absolvierte Klaus Tittmann 30-jährig 1970/71. Er bestritt nur noch drei Ligaspiele, fügte seiner Karriere aber noch ein weiteres Tor hinzu. Nach seinem Abschied vom Leitungssport konnte er auf 22 Oberligaeinsätze mit zwei Toren und auf 172 DDR-Liga-Spiele mit 48 Toren zurückblicken.

## Hinweis
Tittmann wird in den Quellen unterschiedlich als Klaus Tittmann, Rudi Tittmann und Rudi Dittmann benannt. Teilweise wurde Daten von Rudi Dittmann (* 12. Februar 1945) Klaus Tittmann zugeschrieben. Der WP-Artikel stützt sich auf die Daten der DSFS-Chronik 1962–1971.
| Personendaten    | Personendaten            |
| ---------------- | ------------------------ |
| NAME             | Tittmann, Klaus          |
| KURZBESCHREIBUNG | deutscher Fußballspieler |
| GEBURTSDATUM     | 6. Juli 1940             |